# Fernando Herrero Tejedor
Fernando Herrero Tejedor (Castelló de la Plana, 1920 - Villacastín 1975) fou un polític valencià, que va ser ministre i secretari general del Movimiento Nacional en el penúltim govern de Franco. Va morir en un accident d'automòbil el 13 de juny de 1975 en la localitat segoviana de Villacastín.

## Biografia

### Vida personal
Va estudiar Dret en la Universitat de València. Va obtenir per oposició plaça en la carrera Fiscal. Es va casar en 1948 amb Joaquina Algar Forcada. Pare de sis fills, entre ells del periodista Luis Francisco Herrero-Tejedor Algar i de Fernando Herrero-Tejedor Algar, fiscal del Tribunal Suprem.

## Trajectòria política
Mentre estudiava Dret a València, exerceix diversos càrrecs en el Sindicato Español Universitario, SEU, el sindicat universitari d'adscripció obligatòria durant el franquisme. Finalitzada la carrera, va ser nomenat Cap del Servei de Justícia i Dret en la província de Castelló, per ser nomenat, poc després, sotscap provincial del Movimiento en aquesta província.
En 1955 va ser nomenat governador civil d'Àvila. Fou en aquest moment quan va conèixer Adolfo Suárez, a qui converteix en el seu secretari personal. A l'any següent és nomenat governador civil de Logronyo, fent-se càrrec en 1957 de la Delegació Nacional de Províncies de la Secretaria General del Moviment. En aquest càrrec es manté fins a febrer de 1961, data en la qual és nomenat Sotssecretari General del Moviment. En setembre de 1965 i després de diverses lluites polítiques amb José Solís Ruiz abandona el càrrec i és nomenat Fiscal del Tribunal Suprem i, com a tal, membre del Consell d'Estat d'Espanya.
És nomenat pel general Franco com a Secretari General del Moviment el 4 de març de 1975, càrrec que exerceix fins a la seva mort. Nomena com a Sotssecretari a la seva mà dreta, Adolfo Suárez.
La posició d'Herrero Teixidor va ser bastant peculiar dins del règim, ja que se li tenia per falangista amb clares connexions amb l'Opus Dei, corrents de pensament que se suposava enfrontades. Va ser considerat des de mitjans dels anys 60 com un polític amb futur per al període posterior a la mort de Franco i se'l suposava proper al llavors Príncep d'Espanya.

### Defunció
Fernando Herrero va morir en un accident d'automòbil el 12 de juny de 1975 en la localitat avilesa d'Adanero. L'accident va tenir lloc poc abans de les nou de la nit quan el cotxe oficial en el qual viatjava el ministre, un Dodge 3700 GT, va xocar contra un camió conduït per Germán Corral Gómez que es va saltar un cedeixi el pas en l'encreuament de la Nacional VI amb la Carretera Nacional 403, en el quilòmetre 108 de la Nacional VI, als afores d'Adanero. Fernando Herrero tornava de realitzar una visita oficial a Palència, on havia presidit la inauguració de la Casa provincial del Moviment en la localitat castellana. El conductor del vehicle oficial, Pablo Fernández Sánchez va sofrir ferides de caràcter lleu, mentre que el conductor del camió va resultar il·lès.
L'alcalde José Luis Gimeno Ferrer li va dedicar una plaça a Castelló de la Plana, el seu municipi natal, però està previst que el nom canvie en compliment de la Llei de Memòria Històrica. També va ser nomenat fill predilecte d'aquesta ciutat pòstumament el 1963 i està enterrat al seu cementeri.